# Ammonius (månekrater)
Ammonius er et nedslagskrater på månen, beliggende på Månens forside. Det ligger i bunden af det store nedslagsbassin Ptolemaeus, omkring 30 km nordøst for dette kraters midtpunkt. Det er opkaldt efter den græske filosof Ammonius Hermiae (ca. 440 – ca. 520).
Navnet blev officielt tildelt af den Internationale Astronomiske Union (IAU) i 1976.
Ammonius hed "Ptolemaeus A", før det blev navngivet af IAU.

## Omgivelser
Ammonius er skålformet med en let forhøjet rand.

## Karakteristika
Lige nord for den lavadækkede bund i Ptolemaeuskrateret findes et relativt prominent "spøgelseskrater": Den knapt skelnelige og begravede rand af et tidligere eksisterende krater. Diameteren af dette spøgelseskrater er næsten dobbelt så stor som Ammonius', og det identificeres som Ptolemaeus B.